# 濱海克拉克頓
|  |

濱海克拉克頓是英格蘭埃塞克斯郡的一個城鎮，在1950年代至1970年代，這裡曾是一個著名的海濱度假地。現在工業和旅遊業都是這裡重要的產業。濱海克拉克頓有人口約55,000人。